# Frontière entre l'Inde et le Sri Lanka
La frontière entre l'Inde et le Sri Lanka est intégralement maritime et est située dans l'océan Indien. Auparavant toutes deux colonies de l'Empire britannique, la question s'est posé lors de l'indépendance en 1947 du Raj britannique et de Ceylan l'année suivante.
Les deux pays sont séparés au nord par le détroit de Palk et sa baie, d'une largeur variant de 64 à 137 kilomètres, au sud par le golfe de Mannar, d'une largeur variant de 130 à 275 kilomètres. Les deux pays partagent le Pont d'Adam, archipel constitué de bancs de sable avec d'un côté l'île indienne de Pamban et l'île srilankaise de Mannar.
Les deux pays ont contesté le statut de l'île de Katchatheevu, finalement attribué en juin 1974 au Sri Lanka. En mars 1976, les frontières ont été actées sur l'ensemble du golfe de Mannar et du détroit de Palk ; en juillet 1976, les coordonnées du point de jonction avec les Maldives a été défini à 4° 47,04′ N, 77° 01,4′ E en pleine mer des Laquedives.
L'accord sur la délimitation de la zone maritime est entré en vigueur le 1er septembre 1976